# Somatina hombergi
Somatina hombergi är en fjärilsart som beskrevs av Claude Herbulot 1967. Somatina hombergi ingår i släktet Somatina och familjen mätare. Inga underarter finns listade i Catalogue of Life.